# Igreja Matriz de Nossa Senhora da Assunção (Esmoriz)

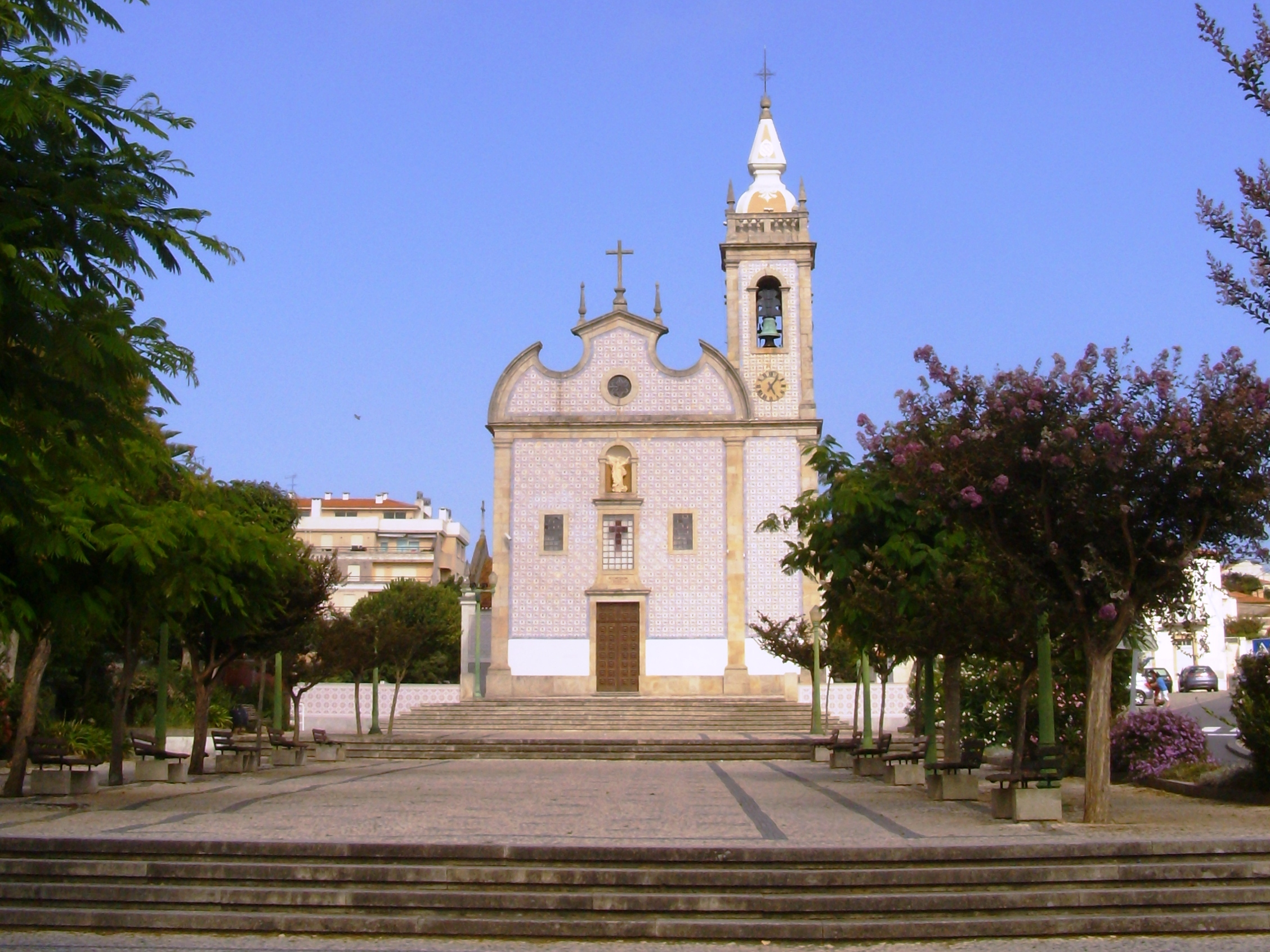
Igreja Matriz de Nossa Senhora da Assunção, Esmoriz.

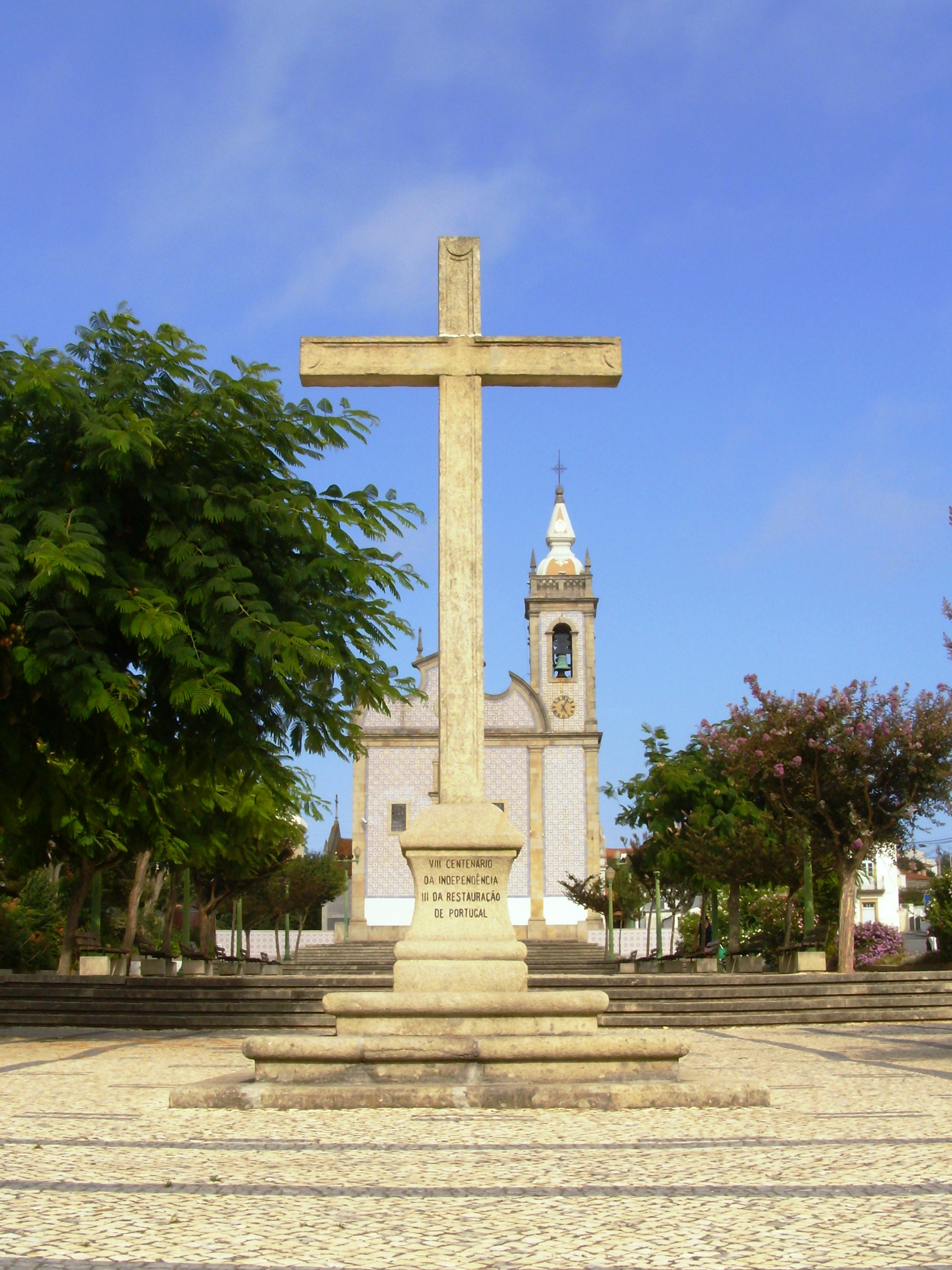
Monumento ao VIII Centenário da Independência, III da Restauração de Portugal.

A Igreja Matriz de Nossa Senhora da Assunção, também referida como Igreja Paroquial de Esmoriz e Igreja de Santa Maria, localiza-se na cidade de Esmoriz, Município de Ovar, no Distrito de Aveiro, em Portugal.

## História
O atual templo foi erguido em 1892, sobre as fundações de outro, mais antigo. As obras terão sido concluídas três anos mais tarde, conforme inscrição epigráfica sobre a portada, que informaː "Reedificada / 1895."

## Características
Exemplar de arquitetura religiosa, de enquadramento urbano.
De linhas simples, em estilo eclético, apresenta uma torre sineira no lado direito da fachada. A fachada é revestida por azulejos.
Em seu interior, nas cores branco e ouro, destaca-se o altar-mor adornado por quatro colunas em espiral. Existem ainda dois altares colaterais, mais dois nas capelas laterais e outros dois abaixo dos púlpitos.
No adro da igreja encontra-se um monumento alusivo ao VIII Centenário da Independência, III da Restauração de Portugal.